# Osei Cofi Tutu I
Osei Cofi Tutu I (Osei Kofi Tutu; c.1660-c.1717) foi um dos fundadores do Império Axante, auxiliado por Oconfo Anoquié, seu sumo sacerdote. Os axantes são um grupo étnico Akan da África Ocidental. Osei Tutu liderou uma aliança dos estados axantes contra os denquieras, a hegemonia da região, derrotando-os completamente. Então, através da força de armas e da diplomacia, ele induziu os governantes das outras cidades-estados de axante a declarar lealdade a Cumasi, sua capital. Ao longo de sua carreira, ele foi aconselhado politicamente por Anokye, um clérigo cuja autoridade espiritual sobre o povo o ajudou a fundar o império.
Ele governou o Estado Kumaseman entre c.1680 / c.1695-1701 (ele foi definitivamente Kumasehene em 1695) e governou o Império Axante do final de 1701-c.1717.

## Fundação da Confederação Axante
O Império Axante foi oficialmente formado em 1701 e Osei Tutu foi coroado Asantehene (rei de todos os axantes). Ele manteria essa posição até sua morte em 1717, em uma batalha contra os Aquiéns . Osei Tutu foi o quarto governante na história real de Axante, sucedendo seu tio Obiri Ieboá . Os axantes compreendem o maior contingente dos povos falantes do acã Tui . As sociedades Akan são matrilineares, com uma pessoa pertencente ao abusua de sua mãe. Herança, sucessão e status são determinados linearmente. Osei Tutu pertencia ao Oioco abusua.

## Contexto
Em meados do século XVI, as migrações anteriores dos grupos Abusua resultaram no desenvolvimento de vários estados Akan em um raio de 48 quilômetros do atual Cumasi, Gana . A densa concentração de estados nessa área limitada deveu-se principalmente à região ser uma fonte conhecida de ouro e kola; duas importantes rotas comerciais entraram na área: uma de Jené e Timbuctu ,no Sudão Ocidental, e outra de Hauçalândia. Todos esses estados foram dominados pelos Denquieras . Em meados do século XVII, chegou o último dos grupos Abusuas, o Oioco abusua.
Explorando o ódio mútuo de Abusua por seu opressor, Osei Tutu e seu sacerdote-conselheiro Oconfo Anoquié conseguiram fundir esses estados na União de Asante. Esse foi um processo político e cultural cuidadosamente orquestrado, implementado em estágios sucessivos. 

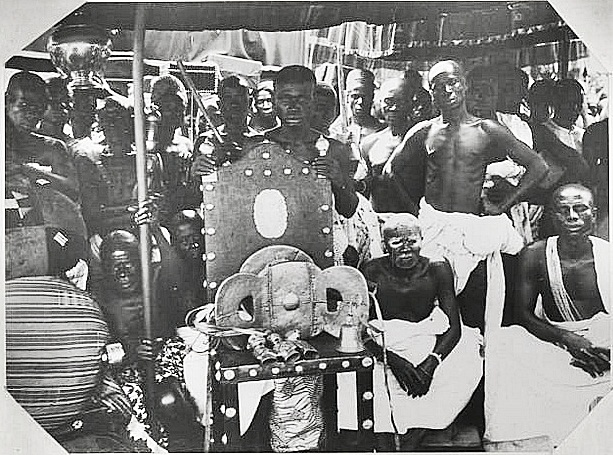
O trono de ouro em uma foto tirada em 1935. O objeto possui enorme valor simbólico.

## O trono de ouro (sikadwa)
Primeiro, a união foi criada espiritualmente através do trono de ouro (sikadwa), invocado por Oconfo Anoquié do céu, e explicada como a personificação da alma do povo Asante. O governante - em essência, o líder religioso e político - e o ocupante do trono de ouro deveriam ser conhecidos como Asantehene e, posteriormente, selecionados da linhagem de Osei Tutu e Obiri Ieboá. Segundo as tradições orais, no meio de um grande ajuntamento de líderes o sacerdote teria feito descer do céu esse assento de ouro (sikadwa), que pousou em cima dos joelhos de Osei Tutu. O acontecimento simboliza a origem da Confederação Achanti.

## Osei Tutu comoAsantehene
Então, Cumasi foi escolhida como a capital da Confederação Axante, e Osei Tutu agora era o Kumasihene e o Asantehene. O Festival Odwira foi inaugurado. Estabelecido como uma celebração anual e comum, e com a presença de todos os Estados membros, isso serviu como uma força unificadora para a nação. No Festival de Odwira, as disputas entre os chefes foram resolvidas. O Asantehene foi o único autorizado a sentar-se no trono de ouro porque ele foi o escolhido pelos ancestrais.

## O poder da liderança axante
Osei Tutu, assistido por Oconfo Anoquié, desenvolveu uma nova constituição para a União. O Asantehene, que também era o Kumasihene, estava à frente, com os reis dos estados da união formando a Confederação ou Conselho da União. Enquanto o poder do Asantehene não era absoluto, Osei Tutu gozava de muito poder despótico. Ele não era apenas o diretor executivo, mas também tecnicamente o sacerdote supremo - embora, na prática, o asantehene se refira aos sacerdotes atuais. Sua capacidade como sacerdote chefe significava que ele nunca precisou manter grandes exércitos permanentes para controlar seu povo como os príncipes da Europa. Isso porque ele próprio representou não apenas o estado, mas também a sociedade. Ele possuía uma espécie de autoridade carismática na qual atacar o rei equivale a atacar os ancestrais.
Como um dos principais objetivos para formar a União Asante era derrubar os Denquieras, Osei Tutu enfatizou fortemente a organização militar da União. Supostamente emprestando a organização militar de Akwamu, ele transformou o exército da União em uma unidade de combate eficaz e eficiente. Osei Tutu usou a formação de pinças pelas quais os soldados atacavam pela esquerda, direita e traseira. Esta formação foi posteriormente adotada por todos os pequenos estados que foram anexados pelo estado de Asante devido ao seu sucesso. Osei Tutu cirou um exército que ocupava cerca de 1/5 da população, cujo contingente era estimado na metade do século XIX em cerca de 80 mil homens, e também foram fixadas quantidades de indivíduos a serem enviados ao exército, provenientes dos povos confederados.

## Expansão do Império
Com a Confederação axante firmemente estabelecida e sua organização militar, Osei Tutu embarcou em guerras de expansão e vingança.
Depois de vingar a morte de seu tio nas mãos dos Dormaa e alinhar alguns estados recalcitrantes, Osei Tutu manteve foco nos Denquieras . Em 1701, a derrota absoluta dos reinos vizinhos, levou o axante à atenção dos europeus na costa pela primeira vez. A vitória quebrou o domínio que esses reinos tinham no caminho comercial para a costa e abriu caminho para o Asante aumentar o comércio com os europeus.

## Morte
Em 1717, Osei Tutu foi morto em uma guerra contra os aquiéns . No início da luta, ele subestimou os aquéns devido a eles eram poucos em número, Osei Tutu entrou em batalha sem seus "amuletos mágicos" de sempre e deixando algumas de suas armaduras em Cumasi, sua capital. Um dia, ao atravessar o rio Pra em uma canoa, ele foi atingido por balas de atiradores e atiradores de elite, que estava até m escondidos na densa linha de árvores. Asantehene Osei Tutu I morreu minutos depois de levar um tiro. Suas últimas palavras foram "Ankah me nim a" (se eu soubesse), uma aparente referência a ele ter subestimado o aquiéns. Até os dias atuais, o ocupante do trono de ouro está proibido de atravessar o rio Pra.

## Legado
Osei Cofi Tutu I e seu conselheiro, Oconfo Anoquié, forjaram a Confederação Axante de vários grupos Abusua diferentes  que submergiram suas antigas rivalidades e ódio pelo bem em comum: a derrubada de seu opressor comum, os Denquieras . Essa união também foi fruto de uma hábil política matrimonial e uma pressão diplomática precedida de ameaças de conquista. Utilizando habilmente uma combinação de dogma espiritual e habilidade política, e habilmente apoiado pelas proezas militares, Osei Tutu triplicou o tamanho do pequeno reino de Kumasi, o qual ele havia herdado de seu tio Obiri Ieboá e ainda lançou as bases para o Império de Axante no processo. .

Um santuário em Aninam comemora o nascimento de Osei Tutu. O chefe da aldeia disse a Gus Casely-Hayford sobre Osei Tutu: "Ele era mais que um homem, era nosso messias, corajoso, inteligente, alguém que, por força de vontade, forjou este país. Ele construiu uma cultura, a qual não segregou; e que foi feita por um grande homem. " 